# Rehamna (provincie)
Rehamna is een provincie in de Marokkaanse regio Marrakech-Safi. De provinciehoofdstad is Ben Guerir. De provincie ontstond in 2009 na splitsing van de provincie Kelâat Es-Sraghna. De westelijke helft van de vroegere uitgebreide provincie werd Rehamna, de oostelijke helft bleef Kelâat Es-Sraghna.
Rehamna telt op basis van de inwoners in de betrokken gemeentes in de census van 2004 288.437 inwoners op een oppervlakte van 5.856 km².
Door de grondswetwijziging van 2011 werden de regio's in 2015 hertekend.  De provincie maakte tot 2015 deel uit van de voormalige regio Marrakech-Tensift-Al Haouz die na uitbreiding werd aangeduid als Marrakech-Safi.

## Bestuurlijke indeling
De provincie is bestuurlijk als volgt ingedeeld:
| Name                  | Geografische code | Type                | Huishoudens | Inwoners (2004) | Buitenlanders | Marokkanen | Opmerkingen                                                                                             |
| --------------------- | ----------------- | ------------------- | ----------- | --------------- | ------------- | ---------- | --- |
| Ben Guerir            | 191.01.01.        | Gemeente            | 12004       | 62872           | 26            | 62846      | |
| Ait Hammou            | 191.07.01.        | Landelijke gemeente | 1116        | 7499            | 2             | 7497       | |
| Ait Taleb             | 191.07.03.        | Landelijke gemeente | 1308        | 8888            | 0             | 8888       | |
| Bouchane              | 191.07.05.        | Landelijke gemeente | 1535        | 9554            | 0             | 9554       | |
| Jaafra                | 191.07.07.        | Landelijke gemeente | 1389        | 10060           | 0             | 10060      | |
| Labrikiyne            | 191.07.09.        | Landelijke gemeente | 2104        | 13225           | 0             | 13225      | |
| Oulad Aamer Tizmarine | 191.07.11.        | Landelijke gemeente | 856         | 5382            | 0             | 5382       | |
| Oulad Hassoune Hamri  | 191.07.13.        | Landelijke gemeente | 1228        | 8554            | 0             | 8554       | |
| Sidi Abdallah         | 191.07.15.        | Landelijke gemeente | 1488        | 10175           | 1             | 10174      | |
| Sidi Ali Labrahla     | 191.07.17.        | Landelijke gemeente | 1099        | 6894            | 0             | 6894       | |
| Sidi Ghanem           | 191.07.19.        | Landelijke gemeente | 1799        | 12159           | 1             | 12158      | |
| Sidi Mansour          | 191.07.21.        | Landelijke gemeente | 928         | 6318            | 0             | 6318       | |
| Skhour Rhamna         | 191.07.23.        | Landelijke gemeente | 2438        | 14346           | 0             | 14346      | 4352 inwoners woonde in het centrum, genaamd Skhour Rehamna; 9994 inwoners woonde op het platteland.    |
| Skoura Lhadra         | 191.07.25.        | Landelijke gemeente | 1224        | 8942            | 1             | 8941       | |
| Akarma                | 191.09.01.        | Landelijke gemeente | 797         | 5662            | 0             | 5662       | |
| Bourrous              | 191.09.03.        | Landelijke gemeente | 904         | 5748            | 0             | 5748       | |
| Jaidate               | 191.09.05.        | Landelijke gemeente | 1899        | 11012           | 0             | 11012      | |
| Lamharra              | 191.09.07.        | Landelijke gemeente | 1392        | 10172           | 0             | 10172      | |
| Nzalat Laadam         | 191.09.09.        | Landelijke gemeente | 1902        | 14651           | 1             | 14650      | |
| Oulad Imloul          | 191.09.11.        | Landelijke gemeente | 1465        | 9641            | 0             | 9641       | |
| Ras Ain Rhamna        | 191.09.13.        | Landelijke gemeente | 2062        | 12924           | 1             | 12923      | |
| Sidi Boubker          | 191.09.15.        | Landelijke gemeente | 926         | 6398            | 0             | 6398       | |
| Sidi Bou Othmane      | 191.09.17.        | Landelijke gemeente | 2986        | 17492           | 5             | 17487      | 5066 inwoners woonde in het centrum, genaamd Sidi Bou Othmane; 12426 inwoners woonde op het platteland. |
| Tlauh                 | 191.09.19.        | Landelijke gemeente | 1529        | 9907            | 0             | 9907       | |

Ben Slimane · Khouribga · Settat · El Jadida · Safi · Boulmane · Fez · Moulay Yacoub · Sefrou · Kénitra · Sidi Kacem · Casablanca · Médiouna · Mohammedia · Nouaceur · Assa-Zag · Guelmim · Tan-Tan · Tata · Boujdour · Es-Semara · Lâayoune · Al Haouz · Chichaoua · Essaouira · Kelâat Es-Sraghna · Marrakech · Al Ismaïlia · El Hajeb · Errachidia · Ifrane · Khénifra · Meknès · Berkane · Figuig · Jerada · Driouch · Nador · Oujda-Angad · Taourirt · Aousserd · Oued ed Dahab · Khémisset · Rabat · Salé · Skhirat-Témara · Agadir-Ida-Ou-Tanane · Inezgane-Aït Melloul · Chtouka-Aït Baha · Ouarzazate · Taroudant · Tiznit · Zagora · Azilal · Béni-Mellal · Chefchaouen · Fahs-Bni Mkada · Larache · Tanger-Asilah · Tétouan · Al Hoceima · Taounate · Taza